# Canton (Illinois)
Canton es una ciudad ubicada en el condado de Fulton en el estado estadounidense de Illinois. En el Censo de 2010 tenía una población de 14704 habitantes y una densidad poblacional de 709,66 personas por km².

## Geografía
Canton se encuentra ubicada en las coordenadas 40°33′45″N 90°2′26″O / 40.56250, -90.04056. Según la Oficina del Censo de los Estados Unidos, Canton tiene una superficie total de 20.72 km², de la cual 20.72 km² corresponden a tierra firme y (0%) 0 km² es agua.

## Demografía
Según el censo de 2010, había 14704 personas residiendo en Canton. La densidad de población era de 709,66 hab./km². De los 14704 habitantes, Canton estaba compuesto por el 86.14% blancos, el 8.19% eran afroamericanos, el 0.52% eran amerindios, el 0.46% eran asiáticos, el 0.01% eran isleños del Pacífico, el 3.7% eran de otras razas y el 0.99% pertenecían a dos o más razas. Del total de la población el 4.5% eran hispanos o latinos de cualquier raza.